# Vitet
Vitet - quartier w środkowo-wschodniej części Saint-Barthélemy.